# LTM Recordings
LTM Recordings ist ein britisches Musiklabel. Es wurde 1983 in Edinburgh von James Nice gegründet, heutiger Sitz ist Norfolk. Zum Katalog gehören verschiedene Musikgruppen aus den Bereichen Independent, Postpunk und Avantgarde, unter anderem 23 Skidoo, Tuxedomoon und andere.